# 横山恵理
横山 恵理（よこやま えり）は、日本の文化情報学・人間文化学者。大阪工業大学情報科学部情報システム学科准教授。博士（文学）（奈良女子大学）。画像電子学会第4回デジタルミュージアム・人文学(DMH)研究会2022幹事。国文学研究資料館地域資料専門委員会委員。 
専門は、文化情報学・デジタル人文学・人間文化学、図書館情報学・人文社会情報、人間科学・教育科学。

## 略歴
2003年奈良女子大学文学部卒業。2005年同大学院人間文化研究科比較文化学専攻修士課程修了。のちに、博士（文学）（奈良女子大学）。2016年大阪工業大学情報科学部講師。2022年より同学部情報システム学科准教授。
主な所属学会は、日本文学協会、説話文学会、中世文学会、中古文学会、画像電子学会、情報処理学会。 主な著書は、『天文文化学序説 : 分野横断的にみる歴史と科学』（共著、思文閣出版 2021、学術書）、『狭衣物語 文学の斜行』（共著、翰林書房2017、学術書）。

## 主な研究
- デジタル人文学への画像情報活用に関する基礎的検討
- 国文学における地域資料データベースの活用 〜 紀行文・絵巻・文学地図を中心に
- 画像コンテンツを用いた人間文化学学習支援アプリケーション 〜「古典×IT」で未来の学びを創出[3]
- 学習に最適なバーチャル空間デザインのための、学習行動可視化システムの開発と検証
- 復元模型を参考にした洛中洛外CGモデルの精緻化 - 国立歴史民俗博物館との共同研究
- 奈良県川上村内所蔵資料の調査研究 〜 奈良県南部の寺社ネットワークの解明

文化情報学・デジタル人文学の対外啓蒙活動として、枚方産学公連携フォーラム2021での講演（テーマ：「古典×IT」で未来の学びを創出）、奈良シニア大学2019（テーマ：尼門跡寺院と〈孝〉の物語 〜法華寺蔵「七草絵巻」を中心に）での講師、奈良女子大学附属中等教育学校の古典文学作品のVR動画化プロジェクト（パナソニック教育財団実践研究助成2021）のサポートを行っている。